# Ján Kuciak
Ján Kuciak (Trencsénselmec, 1990. május 17. – Nagymácséd, 2018. február 21.) szlovák oknyomozó újságíró, egyetemi oktató, akit menyasszonyával együtt holtan találtak.
A hír hatására  súlyos kormányválság rázta meg a szlovák politikai életet. Marek Maďarič, a szlovák kormány kulturális minisztere, közvetlenül a hírt követően benyújtotta lemondását. Őt 2018. március 13-án Robert Kaliňák belügyminiszter, majd március 15-én Robert Fico miniszterelnök lemondása követte.

## Életpályája
Nyitrán szerzett diplomát filozófiából, majd PhD. fokozatot is elért. Újságírói pályája végén a Szlovákiába érkező uniós támogatások útját próbálta meg követni.  
Utolsó cikkét, amely halála után, 2018. február 28-án jelent meg, a Szlovákiában élő néhány olasz vállalkozó (Carmine Cinnante, Antonino Vadala és mások) korrupciós ügyeiről írta.

## Halála
2018. február 25-én jelentette a szlovák rendőrség, hogy holtan találták Ján Kuciak oknyomozó újságírót és menyasszonyát, Martina Kušnírovát Nagymácséd (Veľká Mača) településen az 55. sz. alatt. Ján Kuciak oknyomozó újságírónak posztumusz jelent meg az a tényfeltáró cikke, amit már nem tudott befejezni. Ebből kiderül, hogy cseh, olasz és más szlovák kollégáival közösen már hónapok óta dolgozott egy terjedelmes beszámolón arról, hogy a ’Ndrangheta nevű befolyásos olasz maffiaszervezet hogyan terjeszkedett, hálózta be Szlovákiát és üzleti kapcsolatai hogyan érték el  a nagyobbik kormánypárt, az Irány – Szociáldemokrácia vezető politikusait.